# João de Deus Pires Leal
João de Deus Pires Leal (São Bernardo, 22 de janeiro de 1890 — São Luís, 24 de maio de 1975) foi um político brasileiro.

## Biografia
Formou-se em direito na Faculdade de Direito do Rio de Janeiro, em 1909. No ano seguinte foi nomeado promotor público na cidade de Tutóia.
Foi governador do Piauí, de 1 de junho de 1928 a 4 de outubro de 1930.
Faleceu na cidade de Teresina em 24 de maio de 1975.